# Кладовище «Панкеєва дача»
Кладовище «Панкеєва дача» (Центральне міське кладовище) — один із двох цвинтарів міста Олешки в Херсонській області, що зберігся до наших днів. Розташований на вулиці Олімпійській. Своєю назвою некрополь зобов'язаний купцям Панкеєвим, які поховали тут свого сина.

## Історія
Історія некрополя тісно пов'язана з родиною олешківських купців та меценатів Панкеєвих. У 1894 році міським головою Олешок було обрано Миколу Матвійовича Панкеєва, відомого своєю благодійністю. На момент обрання на посаду М. Панкеєв вже мав у  цілому Дніпровському повіті репутацію видатного повітового земського діяча. Таку ж активну життєву позицію займала і його дружина Віра Іванівна Панкеєва, котра опікувалась малозабезпеченими та зовсім знедоленими прошарками населення. У роки Російсько-японської війни працювала сестрою милосердя при місцевому шпиталі, нагороджена медаллю Червоного Хреста на Олександрівській Стрічці. Саме вона допомогла влаштувати в училище талановитого хлопця з Чаплинки Миколу Куліша, та в подальшому опікувалась його навчанням. За свої кошти Панкеєви придбали земельну ділянку для дачі, але потім подарували її під міське кладовище. До нашого часу збереглася назва «Панкєєва дача», що закріпилася за цим некрополем.
Першим похованням, що стало основою майбутнього некрополя, була могила Миколи Панкеєва — єдиного сина Миколи Матвійовича та Віри Іванівни. Первісток Панкеєвих помер від практично невиліковної тоді скарлатини у віці 4-х (за іншими джерелами – 5-ти років). Згорьовані батьки поховали дитину у склепі на великій, придбаній раніше під дачу ділянці. Звели неподалік кам'яну капличку в стилі неокласицизму, яка збереглася й до сьогодні, і навіть відреставрована. Згодом Панкеєви відмовились від ідеї облаштування дачі на придбаній землі і віддали ділянку місту – під кладовище. У майбутньому в сім'ї Панкеєвих народилося ще 6 дітей, однак Миколу Матвійовича та Віру Іванівну, згідно їх останньої волі, було поховано саме біля могили першого сина – на кладовищі "Панкеєва дача". 

## Поховання відомих людей
Микола Матвійович Панкеєв (1856 — 1922) — міський голова Олешок, депутат 3-ї Державної думи від Таврійської губернії, членом конституційно-демократичної фракції. Відомий меценат, побудував у Каховці три школи і одну з кращих у Дніпровському повіті лікарень. 
Віра Іванівна Панкеєва (1861 — 1930) — меценатка, опікунка хворих і малозабезпечених, акушерка за фахом.

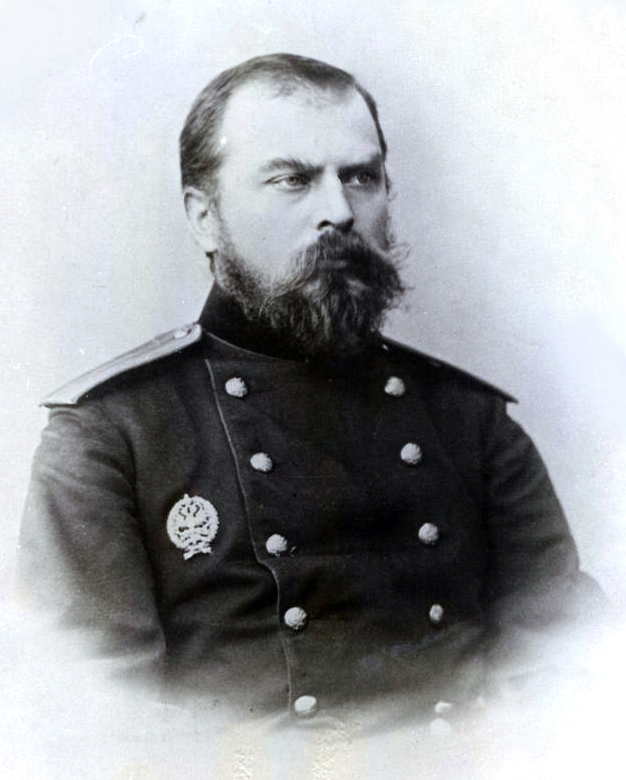
Український інженер, винахідник першого у світі трамваю на електричній тязі Федір Піроцький.

Федір Аполлонович Піроцький (1845 — 1898) — український інженер, винахідник першого у світі трамваю на електричній тязі.